# Diendé
Diendé (ou Diende) est une localité du Sénégal, située dans le département de Sédhiou et la région de Sédhiou, en Casamance.
C'est le chef-lieu de l'arrondissement de Diendé.
Le village comptait 1 678 personnes et 155 ménages lors du dernier recensement.

## Domaine agricole communautaire
Le domaine agricole communautaire (DAC) de Séfa est installé à cheval sur les communes de Diendé et de Koussy, dans la région de Sédhiou. Le DAC couvre une superficie de deux mille (2.000) hectares qui ont fait l’objet de délibérations par lesdites communes, approuvées par le Sous-préfet. Les activités ont démarré depuis août 2014 avec des activités agricoles. La production de maïs a été jusqu’ici l’activité phare. Le forage, les bassins piscicoles, la station d’essai et les unités autonomes délimitées, font de ce DAC un haut-lieu de la production de semences.